# Parti pan-iraniste d'Iran
Le Parti Pan-iraniste ou Hezb-e Paniranist (en persan : حزب پان ایرانیست) est un parti politique d'opposition en Iran, de tendance pan-iraniste. Il est actif à la fois en Iran et en exil.
L'invasion de l'Iran par les armées britannique et soviétique au début du XXe siècle plongea les iraniens dans l'insécurité car ils virent le roi, Reza Chah, impuissant devant une telle présence étrangère dans le pays. Il y avait des soldats russes, britanniques, indiens, néo-zélandais, australiens et plus tard américains, surtout à Téhéran. Cette invasion provoqua une série de contestations nationalistes parmi les  étudiants en 1941, avec principalement le groupe activiste clandestin « Groupe de la revanche » (Anjoman).

## Histoire
Le Parti Pan-iraniste a été fondé par des membres du groupe "Vengeance" (Anjoman) et deux autres étudiants en septembre 1941 à l'Université de Téhéran. Bien que le mouvement pan-iraniste était actif depuis les années 1930, il n'était qu'un mouvement de militants rassemblant des écrivains nationalistes, des professeurs, des étudiants et des activistes. Le parti a été la première organisation à adopter officiellement la position pan-iraniste, qui croit en la solidarité et la réunification des peuples iraniens habitant le plateau Iranien.
En 1951, Mohsen Pezeshkpour et Dariush Forouhar ont connu un désaccord sur la façon dont devrait travailler le parti, et une scission s'est opérée. La faction de Pezeshkpour, qui a gardé le nom du parti, croyait au travail à l'intérieur du système de Mohammad Reza Pahlavi. La faction de Forouhar, qui a adopté un nouveau nom, Hezb-e Mellat-e Iran (parti de la Nation d'Iran), croyait au travail contre le système monarchiste. Mellat-e Iran était bien plus nationaliste que le parti pan-iraniste, et soutenanit fermement l'alliance avec le Front national de Mossadegh et les autres partis nationalistes.
Après le coup d'État dirigé par les Britanniques et les Américains contre Mossadegh, le Shah exerça des pouvoirs dictatoriaux et déclara hors la loi presque tous les groupes politiques, y compris Mellat Iran et le Front National. Le Parti Pan-iraniste devint bientôt l'opposition officielle au Majlis, avec Pezeshkpour comme porte-parole. En fait, le parti n'avait que peu de pouvoir politique et d'influence et sa position était plutôt symbolique. Sous le gouvernement d'Amir Abbas Hoveida, à la fin des années 1960, l'Iran devint une dictature à parti unique sous le Parti de la résurrection impériale (Rastakhiz).
Pezeshkpour resta actif au Majlis et critiqua la séparation de Bahreïn d'avec l'Iran, ce que contestèrent également Mellat Iran et d'autres Iraniens. Finalement, la séparation eut lieu et toute la population perse de Bahreïn ainsi qu'une grande partie d'arabes iraniens qui voulaient rester iraniens dut partir. La plupart s'établit dans la province du Khuzestan où le parti Pan-iraniste était populaire et soutenu. Pezeshkpour s'établit à Khorramshahr. C'est au Khouzistan que le parti exerça la plus grande influence au contraire des autres provinces iraniennes
Avec la révolution de 1978-1979, Pezeshkpour et d'autres hommes politiques qui avaient été alliés au Chah se voient contraints à l'exil. Le parti, comme de nombreux autres, est banni après l'ascension au pouvoir de Khomeini.
Mohammad Reza Ameli-Tehrani, cofondateur du parti  fut condamné à mort par le Tribunal Révolutionnaire et exécuté en mai 1979. Les mouvements nationalistes comme le Mellat Iran et le Front National opposés au Chah restèrent au pays et jouèrent un rôle important dans le gouvernement provisoire de Mehdi Bazargan. Khomeini devint chef suprême après la chute de ce gouvernement et les partis nationalistes, socialistes et communistes (le parti Tudeh) furent tous interdits
Au début des années 1990, Pezeshkpour écrit une lettre d'excuses au nouveau guide suprême, Ali Khamenei, en disant qu'il souhaitait retourner en Iran et rester en dehors de la politique. Khamenei accepte les excuses et autorise Pezeshkpour à rentrer, à la condition qu'il cesse ses activités politiques antérieures. Cependant, peu de temps après Pezeshkpour recommence à devenir actif en politique et rétablit le Parti Pan-iraniste en Iran. Il réforme la structure du parti et abandonne la plupart de la vieille organisation, à laquelle Forouhar s'était opposé et qui était la raison de la division. Cependant, les deux partis ne se sont pas réconciliés et continuent à travailler de manière indépendante.
À la suite des manifestations étudiantes de 1999, de nombreux membres du Parti Pan-iraniste furent arrêtés et neuf membres de la direction du parti, dont Pezeshkpour, furent déférés devant le Tribunal Révolutionnaire Islamique. Ils furent accusés de propager des idées anti-gouvernementales dans le journal officiel du parti : Souverraineté Nationale.
L'été 2004, un automobiliste prétendument membre des services secrets échoua dans sa tentative d'assassinat de Pezeshkpour devant sa résidence à Téhéran.

## Organisation
Forouhar et Pezeshkpour ne diffèrent que dans leurs structures organisationnelles et leur politique, bien qu'il y eût des différences idéologiques spécifiques. Forouhar croyait fortement en la démocratie et en la coopération avec les autres partis iraniens y compris les groupes gauchistes mais Pezeshkpour croyait en une approche plus autoritariste et était opposé à des alliances avec des organisations non nationalistes. Cependant, ces alliances étaient rares car ces groupes étaient interdits (comme le Mellat Iran). Sous Pezeshkpour, le parti Pan-Iranien adopta une structure paramilitaire. Ses membres se virent attribuer des grades militaires et des titres. Tout membre actif portait un uniforme en rapport avec sa fonction. Forouhar y était farouchement opposé, bien que cette  fonction était symbolique. Ses membres ne portaient pas d'armes. Les membres de la base ne devaient pas porter d'uniformes.
À la fin des années 1960, Pezeshkpour avait des gardes du corps permanents. Le symbole du parti était le signe « égal » barré (signifiant inégalité) en rapport avec la force des puissances étrangères qu'étaient la Russie et l'Angleterre. En réalité, il symbolisait l'inégalité entre les nations et l'idée que chaque pays devait lutter pour être supérieur aux autres sinon il sombrerait dans l'oubli. Ce symbolisme joua un rôle majeur dans l'opposition entre Pezeshkpour et Forouhar.
On a accusé Pezeshkpour et d'autres nationalistes de ne pas avoir soutenu Mossadegh et pour son rôle dans le gouvernement du Chah (il était speaker du Majlis mais n'avait que peu de pouvoir).
Quand Pezeshkpour voulut réorganiser le parti après son retour en Iran, il dut ainsi que d'anciens dirigeants de partis renoncer à l'ancienne structure paramilitaire et à son autoritarisme, proclamant plutôt leur attachement à la pluralité et à la démocratie ainsi qu'à leur volonté de coopérer avec d'autres groupes d'opposition.